# IC 2149
IC 2149 è una Nebulosa planetaria visibile nella costellazione dell'Auriga.
Si tratta di una nebulosa piuttosto brillante, anche se molto piccola, tanto che viene spesso scambiata per una stella; si presenta complessivamente di forma ellissoidale, con l'anello fuso nel disco e quasi irriconoscibile, con la luminosità distribuita in modo asimmetrico. Da recenti studi è risultato essere una nebulosa di tipo bipolare toroidale vista quasi di taglio. Al centro splende una stellina di dodicesima magnitudine. Dista dal Sole 5200 anni-luce.